# ENTP
ENTP (Extraversion, Intuition, Thinking, Perceiving) je jeden z šestnácti osobnostních typů podle MBTI. Je označován jako Extrovertní intuitivní typ vnímající s introvertním myšlením.

## Stručný popis
Obecně se tito lidé dají charakterizovat jako vizionáři. Dokáží na svět pohlížet svým vlastním způsobem, a objevují tak nové možnosti a neprobádané cesty. Jsou velmi nezávislí, tvořiví, velice inteligentní a až extrémně tolerantní.

## Charakteristika
Potřebují se neustále rozvíjet, splňovat náročné úkoly, získávat nové informace a pronikat do nejrůznějších oborů činností. Mají rádi konverzaci na určité úrovni a velmi si cení inteligentních lidí. Občas se stává, že se ENTP vrhne na úkol, který je doslova pohltí, ale po nějakém čase jej, nedokončený, opustí a přechází k jinému. Způsobuje to jejich impulzivnost a odpor k opakujícím se či dlouho trvajícím záležitostem.
Nesnáší rutinu, stereotyp, naplánované činnosti. Jsou velice spontánní, řeší věci tak, jak přichází. Obrovská zvídavost a touha po nových věcech se projevuje jejich velikou nestálostí a impulzivností. Mají zcela jiné hranice než ostatní typy. Proto se mohou někomu zdát jako drzí či extravagantní. 

## Okolí a společnost
ENTP jsou velmi společenští a přátelští, ale pokud s někým nesouhlasí, dávají to silně najevo. Proto se v jejich okolí často vyskytují tyto dvě soupeřící strany. Vyhledávají „sobě rovné“ a u autorit vyžadují silnou osobnost a inteligenci. Předpokládají, že okolí bere jejich nápady a myšlenky se stejným nadšením. Dokážou být velmi důvěryhodní a zastávat zodpovědné role.